# Welkenraedt
Welkenraedt ([vɛlkənʁat], französische Aussprache [wɛlkənʁat], limburgisch-ripuarisch Wälekete, wallonisch Welkenrote, niederländisch Welkenraat, hochdeutsch Welkenrath) ist eine belgische Gemeinde in der Provinz Lüttich mit 10.464 Einwohnern (Stand 1. Januar 2024) und einer Fläche von 24,46 km². Sie liegt unweit der deutschen Grenze, etwa 15 km von Aachen entfernt, in der länderübergreifenden belgisch-deutsch-niederländischen Region Euregio Maas-Rhein.

## Geschichte
Vor 1797 zur Hochbank Baelen im Herzogtum Limburg gehörend, wurde Welkenrath erst 1797 als eigenständige Gemeinde (bestehend aus den Orten Herbesthal, Welkenraedt und Lantzenberg/Lanceaumont) im Département Ourthe gegründet. Durch die römischen Funde in Lantzenberg/Lanceaumont lässt sich die Besiedlung auf Welkenraedter Gebiet bis in die Antike zurückverfolgen.
Nach der Niederlage Napoleons in der Schlacht bei Waterloo und dem Wiener Kongress 1815 wurde im Zuge der Neuordnung Europas die Gemeinde Welkenraedt 1816 zwischen dem Königreich Preußen und den Vereinigten Niederlanden aufgeteilt. Herbesthal wurde ausgemeindet und ging an Preußen, Welkenraedt kam zuerst an die Vereinigten Niederlande, 1830 an Belgien. Damit war Welkenraedt bis 1918 der erste belgische Ort westlich der preußisch-belgischen Grenze, direkt gegenüber dem preußischen Grenzbahnhof Herbesthal gelegen, und bekam mit der Eröffnung der Eisenbahnstrecke Aachen–Lüttich 1843 seinerseits den belgischen Grenzbahnhof zu Preußen. Von Herbesthal aus marschierten im Ersten Weltkrieg die deutschen Truppen am 4. August 1914 über Welkenraedt in Belgien ein.
Gemeinsam mit den Nachbargemeinden Baelen und Plombières (früher Bleyberg) bildet Welkenraedt die Plattdeutschen Gemeinden, deren Bevölkerung seit alters her einen Grenzdialekt, das so genannte Platdiets, spricht. Dieser Umstand führte im Zweiten Weltkrieg zur Annexion dieses Gebietes (1940 bis 1944) durch das nationalsozialistische Deutschland und in der Absicht einer völligen Germanisierung der Bevölkerung zum Verbot des französischen Sprachgebrauchs im öffentlichen Leben. Bei der umstrittenen Sprachenzählung von 1947 gaben nur noch 10,5 % der Einwohner der Gemeinde Welkenrath Deutsch als Muttersprache an, wobei nicht nur der durch die frankophone Gemeindeverwaltung ausgeübte administrative und politische Druck, sondern auch die aus der Okkupation während des Ersten Weltkriegs sowie der Annexion im Zweiten Weltkrieg (Überfall auf die Niederlande, Belgien und Luxemburg) erwachsene Aversion gegen die Deutschen dieses Ergebnis verursacht haben dürfte.

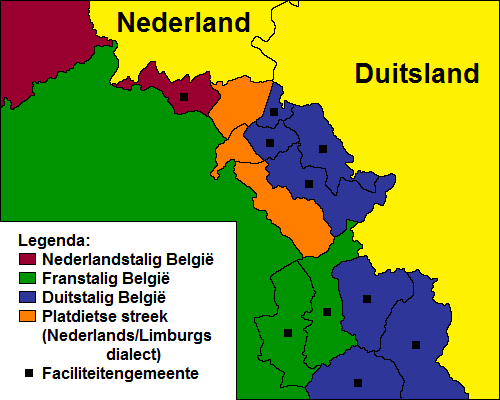
Welkenraedt ist die mittlere der drei Plattdeutschen Gemeinden (Platdietse streek, orange) mit französischer Amtssprache, in denen von den gesetzlich möglichen, zurzeit jedoch „ruhenden“ Fazilitäten für Niederländisch- und Deutschsprachige kein Gebrauch gemacht wird

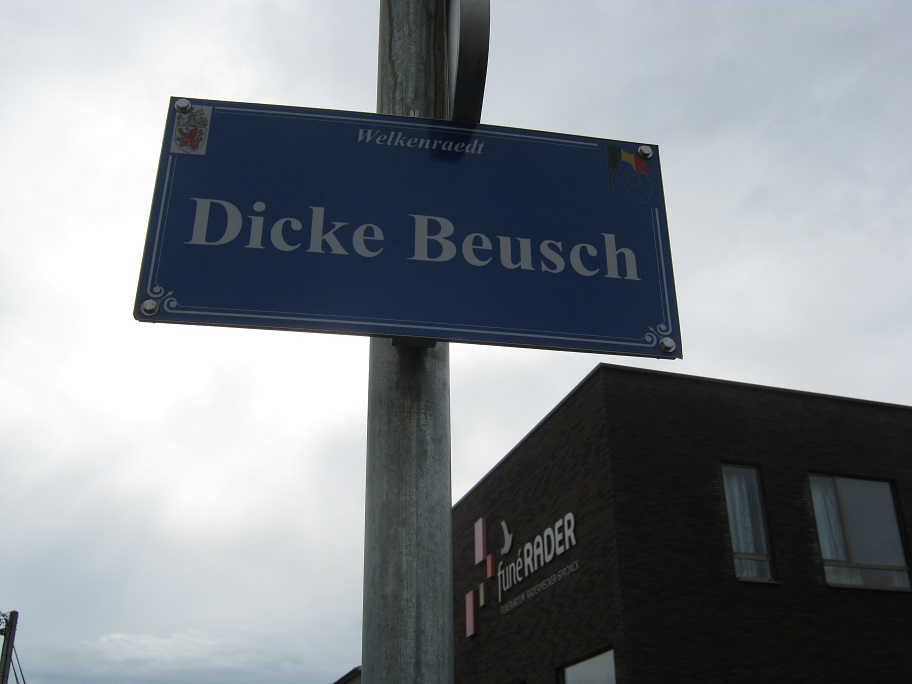
Straßenschild in Welkenraedt auf Platdiets: Dicke Beusch (hochdeutsch: Dickenbusch)

1963 kam Welkenraedt im Zuge der Festlegung der innerbelgischen Sprachgrenzen zum frankophonen Gebiet, jedoch wurde per Gesetz die Möglichkeit offengelassen, später noch gewisse sprachliche Erleichterungen für die niederländisch- und die deutschsprachigen Einwohner einzurichten. Sie wurden bis heute nicht offiziell eingeführt, jedoch beschloss der Gemeinderat vor Jahren, Erleichterungen in Verwaltungsangelegenheiten auf freiwilliger Basis für die deutschsprachigen Einwohner einzuführen. Schon seit 1963 besteht per Gesetz die Möglichkeit, den Schulunterricht in einer anderen Sprache als Französisch zu erteilen (s. Fazilitäten-Gemeinden).
2006 und 2008 wurde die Zugehörigkeit des Gebietes um Welkenraedt und anderer Gemeinden der Umgebung zur Französischen Gemeinschaft durch den rechtsextremen Vlaams Belang in Frage gestellt.
Es gibt zahlreiche deutschsprachige Flurnamen, wie Hockelbach, Auweg, Auwenhof, Kinkenweg, Dickenbusch, Heide, Vogelsang, Wilkerheid. Ebenso gibt es niederländische Flurnamen, die von der wechselhaften Geschichte der Region zeugen: Heerstraat, Lekker und Straatweide.
Im Zuge der kommunalen Neuordnung Belgiens schloss sich Welkenraedt mit der Nachbargemeinde Henri-Chapelle und den nördlich der Autobahn A3 gelegenen Teilen der Gemeinde Baelen 1977 zu einer Großgemeinde zusammen; die Gemeinde Baelen erhielt im Gegenzug die südlich der Autobahn gelegenen Welkenraedter Ortsteile Heggen und Heggensbrück. 1997 feierte die Gemeinde ihr 200-jähriges Bestehen.

## Ortsteile
Zur Gemeinde Welkenraedt gehören die Orte Welkenraedt, Henri-Chapelle und der Weiler Lantzenberg.

## Sehenswürdigkeiten
- Denk- und Mahnmal auf der Place des Combattants im Zentrum von Welkenraedt
- Haus Zimmermann, 18. Jahrhundert (ältestes erhaltenes Gebäude in der Kerngemeinde Welkenraedt)
- Neoromanische Kirche St. Johannes der Täufer von 1880, mit Abendmahlsdarstellung im Chorraum
- Schloss Ruyff (wiederaufgebaut im 17. Jahrhundert) bei Henri-Chapelle[3]
- Schloss Baelen (zu Ruyff) (1737) bei Henri-Chapelle, derzeit Psychiatrische Klinik[4]
- Kirche St-Georges in Henri-Chapelle (romanischer Turm aus dem 12./13. Jahrhundert, Mittelschiff von 1630, Seitenschiffe von 1618)
- Der Soldatenfriedhof Henri-Chapelle American Cemetery and Memorial und Museum der US-Armee.

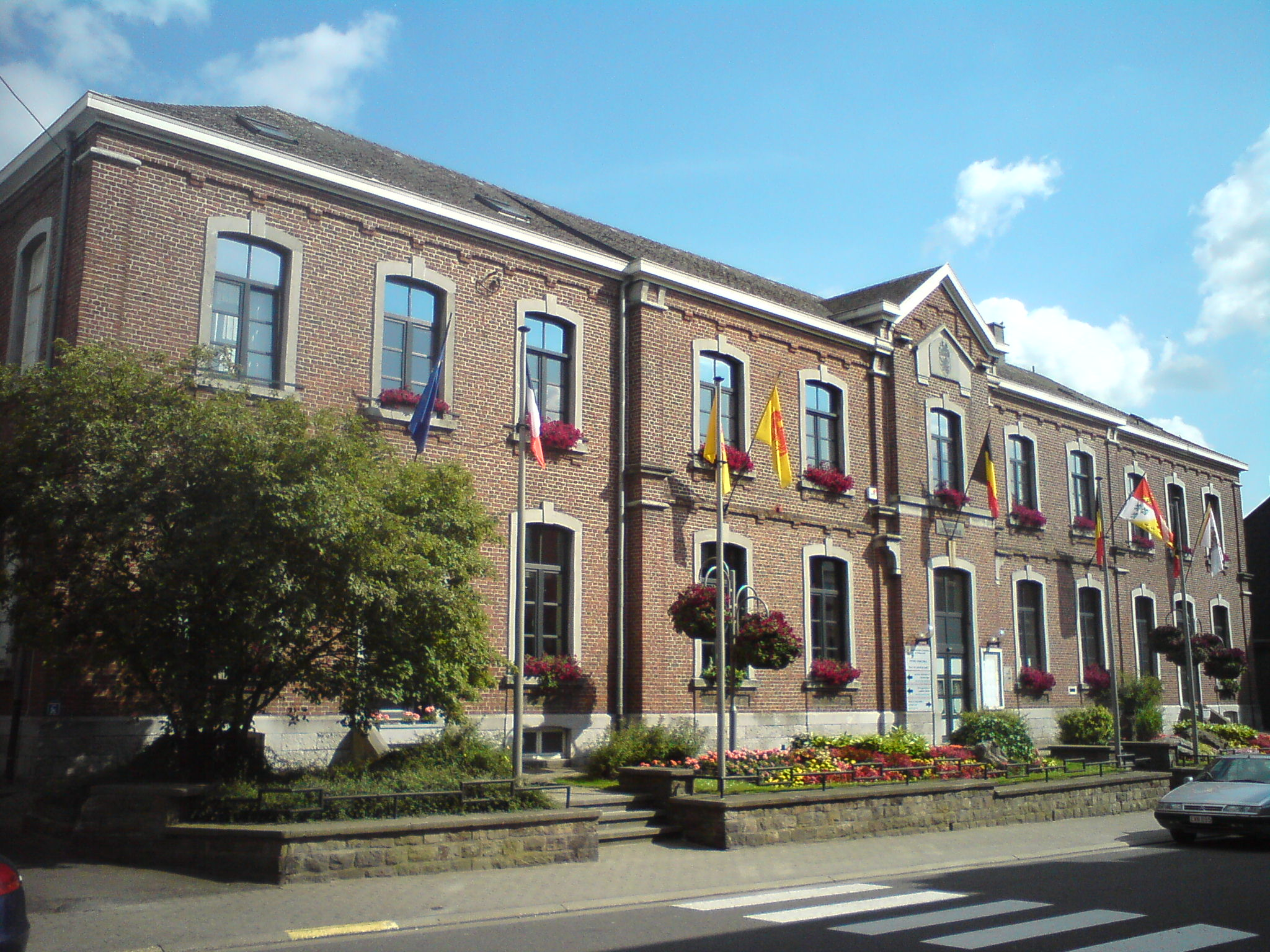
Gemeindehaus
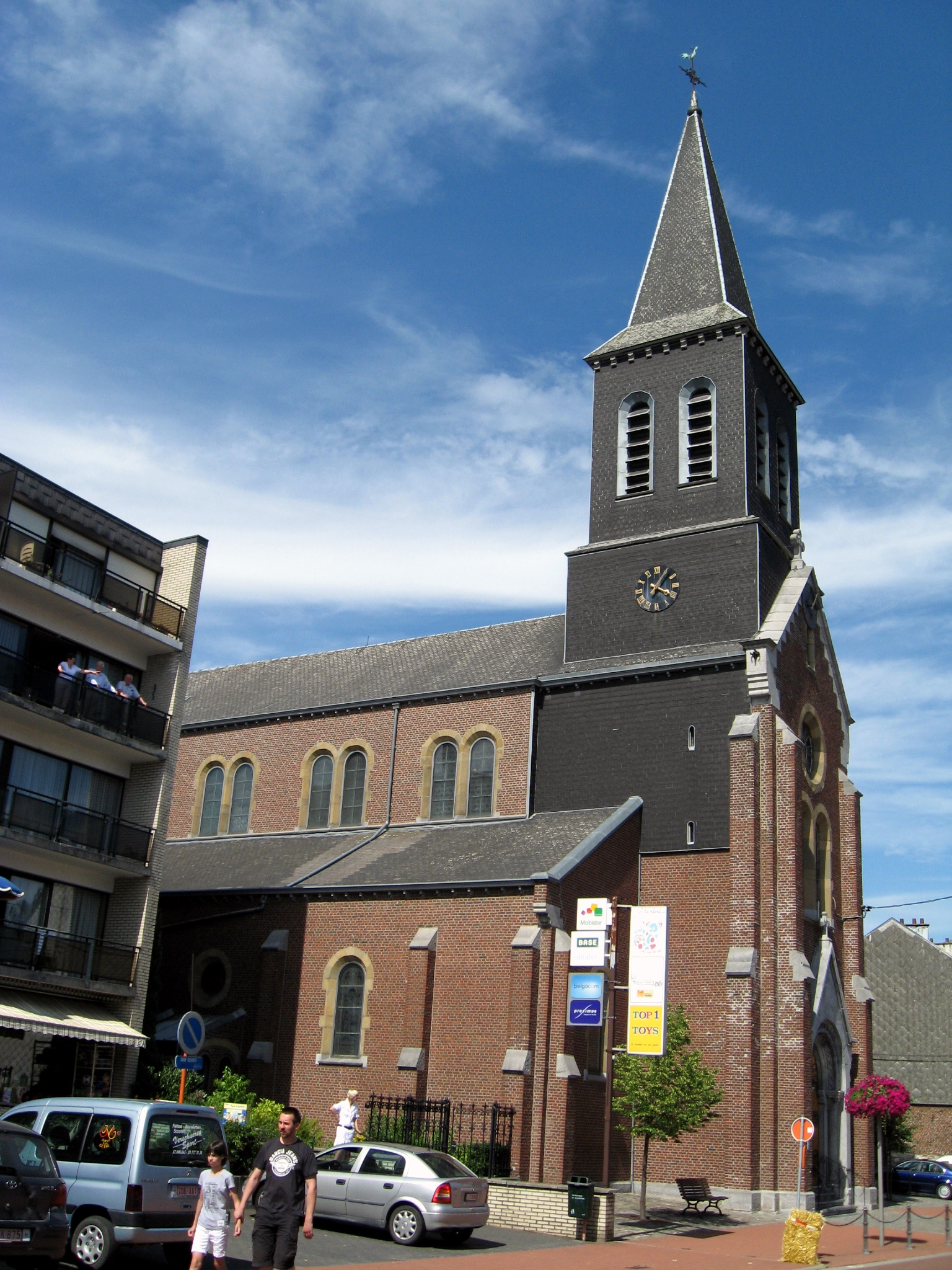
St. Johann Baptist, Welkenrath
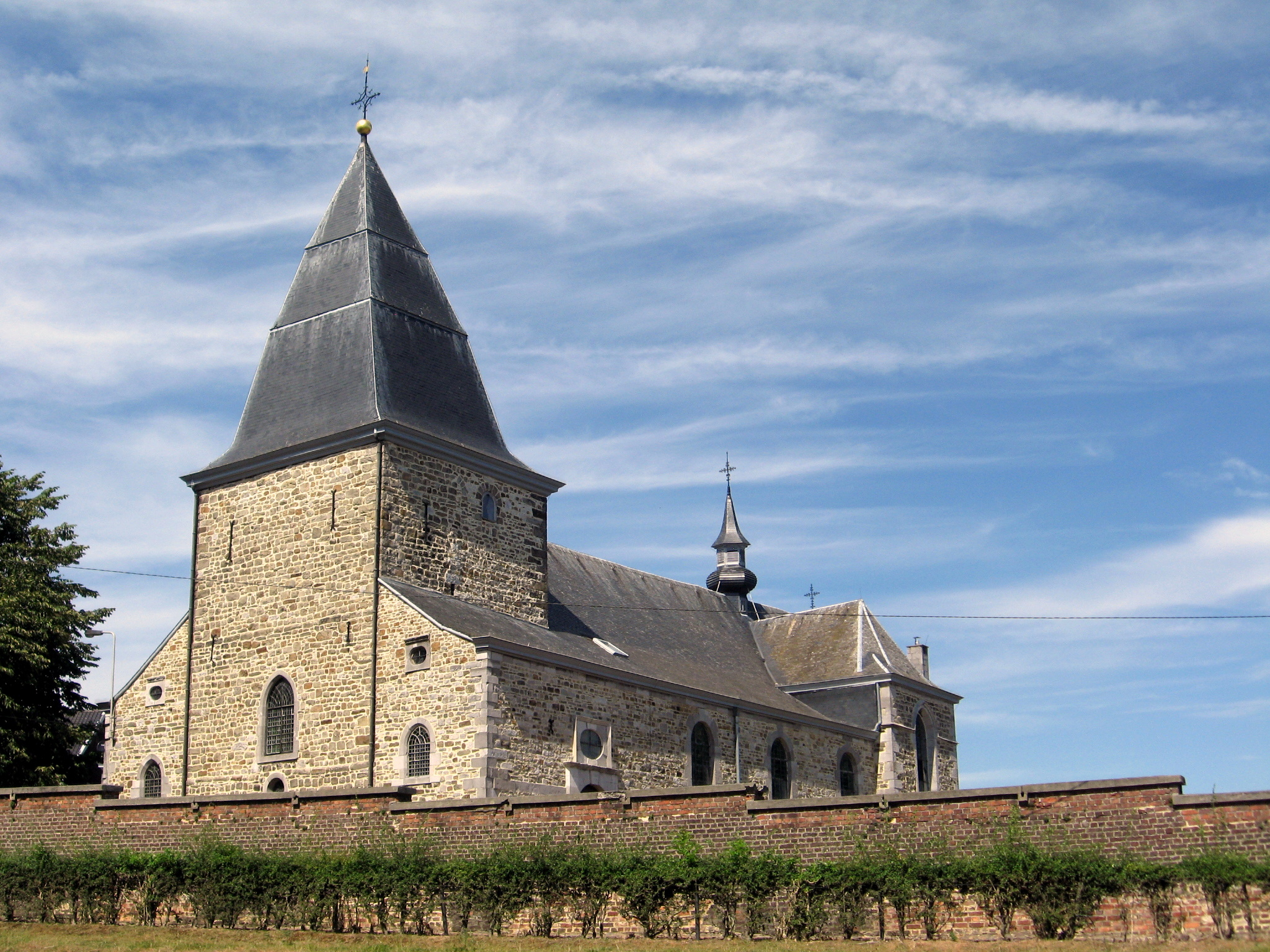
St. Georges, Henri-Chapelle
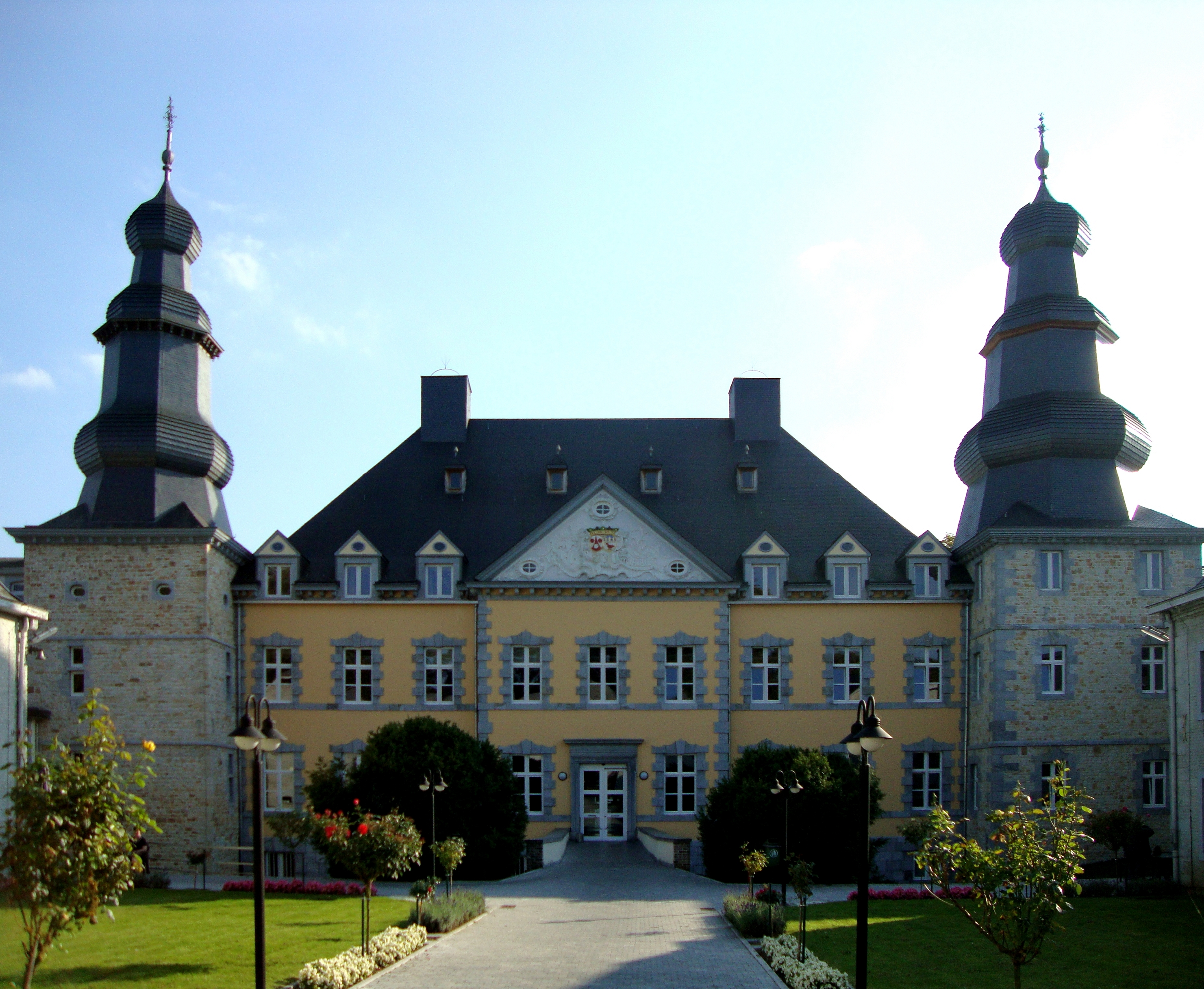
Schloss Baelen, Henri-Chapelle
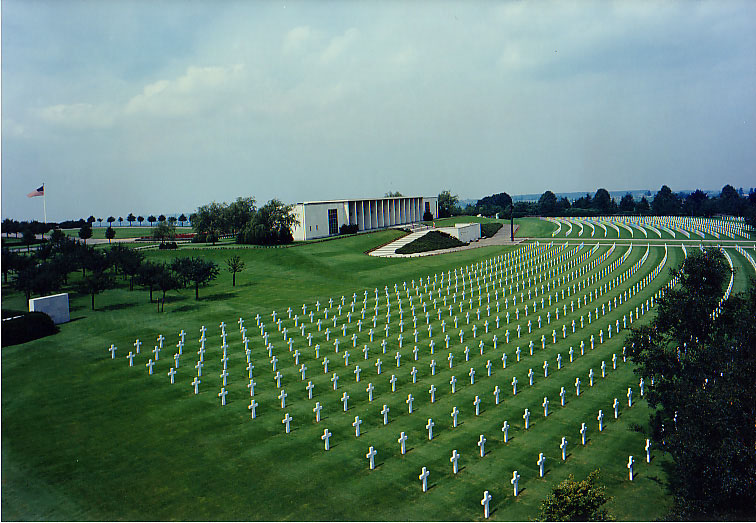
Soldatenfriedhof Henri-Chapelle

## Trivia
- 1991 rückte die Gemeinde Welkenraedt durch die weltweite Ausstellung Alles über Hergé (Tout Hergé/Alles over Hergé) in die Schlagzeilen der internationalen Medien.
- Die Band Yevgueni veröffentlichte 2011 eine CD mit dem Arbeitstitel Welkenraedt.

## Verkehr

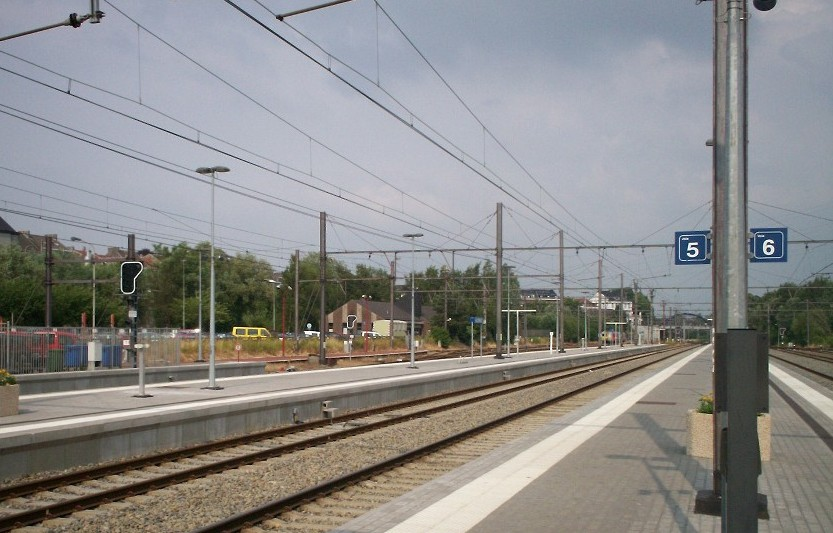
Bahnhof Welkenraedt

Welkenraedt liegt an der Bahnstrecke Lüttich–Aachen, von der hier die Bahnstrecke Welkenraedt–Raeren und die Bahnstrecke Welkenraedt–Montzen abzweigen. Am Bahnhof Welkenraedt halten im Stundentakt Intercity-Züge der Linien IC 01 Eupen–Ostende, IC 12 Kortrijk–Welkenraedt und S 41 Lüttich–Aachen sowie P-Züge des belgischen Nahverkehrs.
Südlich von Welkenraedt verläuft die HSL 3, eine Schnellfahrstrecke, über die ICE-International- und Eurostar-Züge (ehemals Thalys) verkehren.
Die nächstgelegenen Flughäfen sind der Maastricht Aachen Airport, der Flughafen Liège Bierset (jeweils etwa 45 Minuten entfernt) oder in Deutschland der Flughafen Düsseldorf und der Flughafen Köln/Bonn (jeweils etwa eine Stunde entfernt).

## Partnergemeinden
- Epfig im Elsass, Frankreich
- Nove in der Provinz Vicenza, Italien